# Lutz Friedel

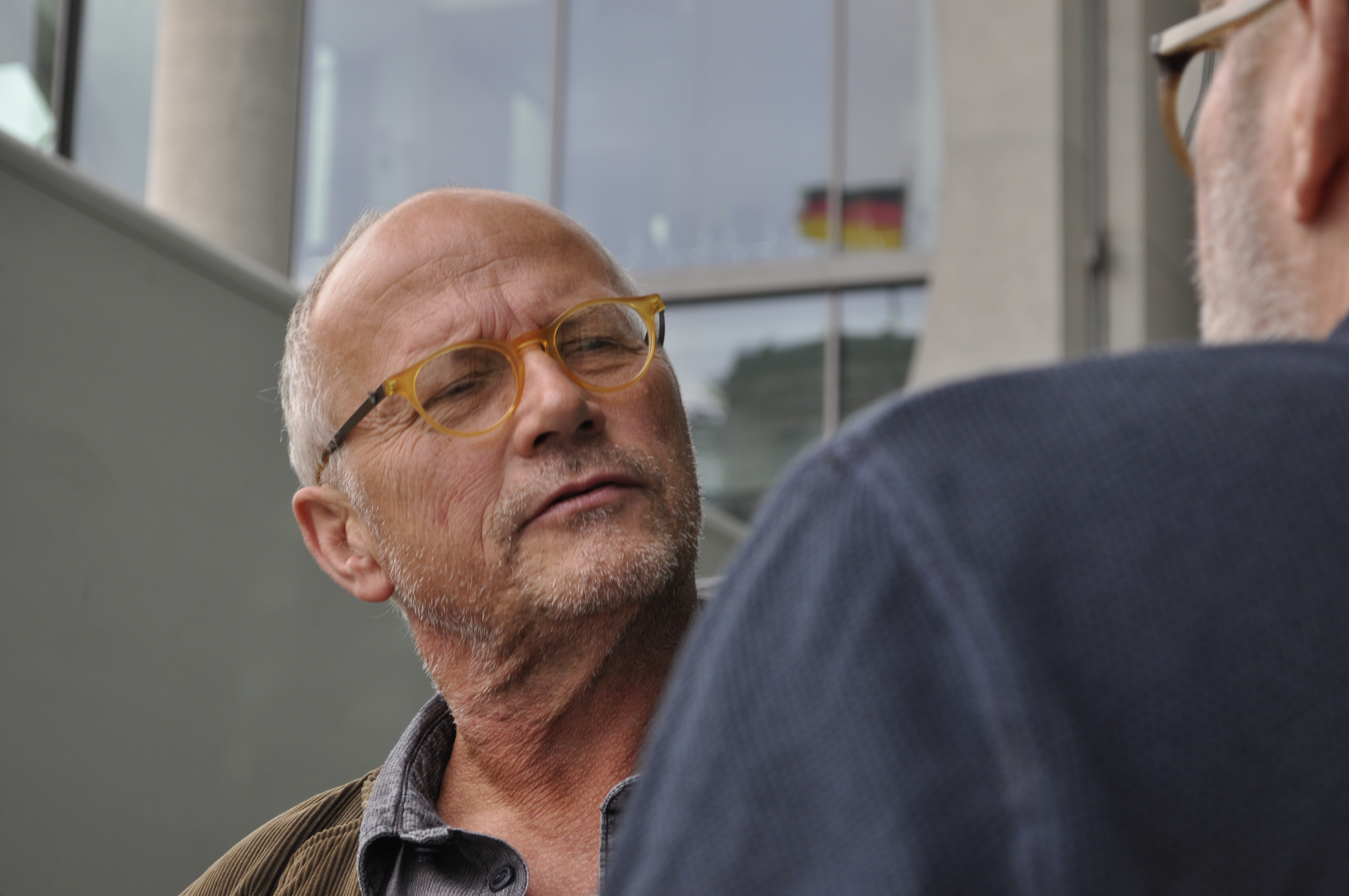
Lutz Friedel, 2014

Lutz Friedel (* 1948 in Leipzig) ist ein deutscher Maler und Bildhauer.

## Leben
Friedel absolvierte eine Lehre als Tiefdruckätzer und besuchte daneben von 1965 bis 1968 die Abendakademie der Hochschule für Grafik und Buchkunst Leipzig (HGBK). Von 1968 bis 1970 studierte er bei Gerhard Kettner an der Hochschule für Bildende Künste Dresden und anschließend bis zum Diplom 1973 bei Hans Meyer-Foreyt und Heinz Wagner an der HGBK.  Von 1975 bis 1978 war er Meisterschüler bei Bernhard Heisig an der Akademie der Künste mit Atelier am Pariser Platz. Friedel war Mitglied des Verband Bildender Künstler der DDR.
1984 reiste Friedel in die Bundesrepublik aus. Er kam zunächst nach Frankfurt am Main, kurze Zeit später nach Berlin-Kreuzberg. Nach der deutschen Wiedervereinigung bezog er eine Atelierwohnung am Kollwitzplatz im Prenzlauer Berg. Lutz Friedel ist verheiratet und lebt und arbeitet in Berlin und in seinem Atelierhaus im Havelland.

## Werk
Während der Studienjahre in Leipzig richtete Friedel sich in einem Abrisshaus ein Atelier ein und zeigte die dort entstandenen Bilder in jährlichen Hofausstellungen. Mit der Begründung der „Verunstaltung des sozialistischen Menschenbildes“ veranlasste Werner Tübke als Rektor der Hochschule für Grafik und Buchkunst 1973 die Entfernung zweier Bilder aus Friedels Diplomausstellung.
Nach Abschluss seiner dreijährigen Meisterschülerschaft wurde das Polyptichon Vom Zusammenstoß der Rolltreppen – Carambolage gemeinsam mit Arbeiten von Johannes Heisig, Walter Libuda und Thomas Ziegler auf der XII. Biennale de Paris gezeigt.
1983 wurde Friedels Beitrag zur Ausstellung „Berliner Kunst“ abgelehnt. Funktionäre des Verbandes Bildender Künstler sahen in dem Triptychon Vom Untergang der Titanic Kritik an den Zuständen in der DDR – die von Friedel durchaus intendiert gewesen war.
Kurz darauf stellte Lutz Friedel einen Antrag auf Übersiedlung in die BRD. Die Flugzeuge aus Westdeutschland, die über Ostberlin flogen, um die Menschen im freien und eingemauerten Westberlin zu versorgen, waren für Friedel eine geeignete Metapher für den Irrsinn der deutschen Teilung und inspirierten ihn zu der Serie Flugzeuge über Berlin.
Aus der Ausstellung Bohème und Diktatur erwarb das Deutsche Historische Museum 1997 das Bild Flugzeug über der Kopenhagener Straße.
1990 begann Friedel mit bildhauerischen Arbeiten und es entstanden die ersten Kopfskulpturen, die später unter anderem in der Marienkirche in Frankfurt (Oder) und im Deutschen Bundestag ausgestellt wurden.
Die Stiftung Kunstfonds Bonn förderte Friedels Schaffen 1994 mit einem einjährigen Arbeitsstipendium. In dieser Zeit unternahm er mehrere Studienreisen nach Italien. Aus den Beobachtungen und Erlebnissen in Rom, Pompeji, Palermo und auf Stromboli entstand in Zusammenarbeit mit Matthias Flügge das Malerreisebuch Intermezzi – Bilder aus Arkadien, eine Sammlung aus Friedels Gemälden, Zeichnungen und Tagebucheinträgen.
In sechs Sitzungen im Atelier am Kollwitzplatz entstand 2006 das Porträt des Altkanzlers Helmut Kohl für die Ehrenbürgergalerie im Abgeordnetenhaus Berlin.
2012 erhielt Lutz Friedel den brandenburgischen Kunstpreis für Malerei.
Aus einer künstlerischen Blockade heraus entstand 2003 eine Reihe von Selbstporträts, die Friedel mit Ölfarbe auf die Restauflagen seiner Ausstellungsplakate malte. Dabei stellte er sich als unterschiedliche Persönlichkeiten der Zeitgeschichte und der Gegenwart dar. Kuratorin Brigitte Rieger-Jähner brachte die Übermalungen 2014 als erste Ausstellung in den neu eröffneten Landtag in Potsdam.  Dort sorgten sie für einen Eklat, da unter den Porträts auch Diktatoren und Terroristen waren. Die CDU konnte ihren Antrag, die Bilder abzuhängen, gegen SPD, Linke und Grüne allerdings nicht durchsetzen.
Aufgrund Friedels künstlerischer Auseinandersetzung mit der deutschen Geschichte eröffnete der damalige Bundestagspräsident Norbert Lammert 2015 zum Jahrestag des Mauerfalls die Ausstellung „Möve auf Sirene – vom Untergang der Titanic und anderem“ im Deutschen Bundestag. Im Mittelpunkt standen die Holzskulpturen des Künstlers.
Lutz Friedel erweiterte 2018 die Galerie der ehemaligen Bundestagspräsidenten im Paul-Löbe-Haus des Deutschen Bundestages in Berlin um ein Porträt der früheren Bundestagspräsidentin Rita Süssmuth.
Lutz Friedels Werke Regentag (2018), Nach dem Regen (2018) sowie 29 Radierungen aus der Serie mensch! KLINGER sind seit 2018 im Museum Fluxus Plus in Potsdam ausgestellt.

### Werke in Museen und öffentlichen Sammlungen (unvollständig)
- Staatliche Kunstsammlungen Dresden, Galerie Neue Meister
- Berlin Museum, Berlin
- Staatliche Kunstsammlungen Cottbus
- Brandenburgisches Landesmuseum für moderne Kunst (vormals Museum Junge Kunst), Frankfurt/Oder
- Lindenau-Museum Altenburg
- Kunsthalle der Sparkasse Leipzig[16]
- Kunsthalle Rostock
- Galerie Moritzburg, Halle (Saale)
- Deutsches Historisches Museum, Berlin
- Kunstsammlung im Willy-Brandt-Haus, Berlin
- Deutsche Bücherei, Leipzig
- Germanisches Nationalmuseum, Nürnberg
- museum Fluxus +, Potsdam
- Kunstsammlung Heinrich, Maulbronn

## Ausstellungen (unvollständig)
- 2023: ZEITGLEICHE - Malerei, museum Fluxus +, Potsdam
- 2023: DAS NÄCHTLICHE ATELIER - Malerei und Skulptur, Galerie Teterow
- 2022: ZEITGLEICHE - Malerei, Künstlerhaus Bethanien, Berlin
- 2020: Max Klinger - eine Hommage, Museum Schloss Burgk
- 2019: point of no return - Wende und Umbruch in der ostdeutschen Kunst, Museum der bildenden Künste Leipzig (Beteiligung)
- 2018: mensch!KLINGER, Museum Fluxus Plus, Potsdam
- 2018: Das nächtliche Atelier, Schloss Wiligrad
- 2017: Mensch!KLINGER, Max-Klinger-Haus, Naumburg (Saale)
- 2016: Gegenstimmen, Martin-Gropius-Bau, Berlin (Beteiligung)
- 2016: Vorbilder – Gegenbilder,  Deutscher Bundestag, Verbindungsbüro Brüssel
- 2015: Möve auf Sirene – vom Untergang der Titanic und anderem, Mauermahnmal des Deutschen Bundestages, Berlin
- 2014: Das nächtliche Atelier, museum Fluxus +, Potsdam
- 2014: VORBILDER – NACHBILDER – GEGENBILDER, Übermalungen und Skulptur im Brandenburger Landtag, Potsdam
- 2013: Das nächtliche Atelier, Galerie Berlin
- 2012: Et in Arcadia ego – ein Totentanz, Museum Schloss Burgk sowie Japanisches Palais, Dresden
- 2011: Et in Arcadia ego – ein Totentanz, Berliner Dom, Hohenzollerngruft
- 2009: Nachbilder – Gegenbilder, Schloss Landestrost, Hannover
- 2009: Von Angesicht, Paradebilder – Skulpturen, Kirche am Hohenzollernplatz, Berlin
- 2008: Carambolage, Museum Junge Kunst, Frankfurt (Oder)
- 2008: Walhall der Nichtse, Marienkirche, Frankfurt (Oder)
- 2007: Porträts, Galerie Berlin
- 2004: Köpfe, St. Leonhardskirche, St. Gallen, sowie St. Georgen, Wismar
- 2003: Köpfe, Dom zu Brandenburg
- 2003:  Art Cologne Köln
- 2002: Über Berlin – Flugzeugbilder 1983–89, Galerie DOMizil, Berliner Dom
- 2002: ... aber draußen die Fähre!, Malerei 1965–2000, Kunstkaten Ahrenshoop
- 2002: Man muß sich Sisyphos nicht als unglücklichen Menschen denken (Camus), Holzskulpturen – Malerei, Markuskirche (Hannover)
- 2001: Nachbilder – Gegenbilder, Französische Friedrichstadtkirche, Französischer Dom, Berlin
- 2001: Selbstumsegelung, Galerie Berlin
- 2000: Galerie Stenzlers Hof, Leipzig
- 1998: Vom Untergang der Titanic, Galerie Steinbrecher, Bremen
- 1996: Nördlich von Italien, Galerie Berlin
- 1996: Art Cologne Köln
- 1994: Körperbilder, Deutsches Hygiene-Museum, Dresden (Ausstellungsbeteiligung)
- 1991: Akademie der Künste zu Berlin/Marstall
- 1988: Jeune Peinture, Grand Palais, Paris
- 1988: Stadt-Stand II, Installation mit Barbara Metselaar Berthold und Hans-Hendrik Grimmling, Künstlerhaus Bethanien, Berlin
- 1986: La Strada mit Hans Hendrik Grimmling, Amsterdam
- 1982: XII. Biennale de Paris, Paris
- 1981: 11 Meisterschüler, Akademie der Künste Berlin
- 1980:  Ars Baltica, Visby/Schweden
- 1979: Junge Kunst, Esch an der Alzette/Luxemburg
- 1978: Triennale der Jungen Kunst, Sofia/Bulgarien
- 1977/1978 und 1982/1983: VIII. und IX. Kunstausstellung der DDR, Dresden
- 1974 und 1978: Junge Künstler der DDR, Frankfurt/Oder

## Nachweise
1. ↑  Eckhard Hollmann (Hrsg.): Lutz Friedel, Et in Arcadia ego - ein Totentanz. Texte von Sigrid Damm, Matthias Flügge und Eckhard Hollmann. Hirmer, München 2011, ISBN 978-3-7774-4271-6, S. 174–176
2. ↑  Paul Kaiser, Lutz Friedel – Das nächtliche Atelier, Einführung zur Ausstellung, 2014,  auf der Homepage der Galerie Himmel; zuletzt aufgerufen am 23. Dezember 2018
3. ↑  Eckhard Hollmann (Hrsg.): Lutz Friedel, Et in Arcadia ego - ein Totentanz. Texte von Sigrid Damm, Matthias Flügge und Eckhard Hollmann. Hirmer, München 2011, ISBN 978-3-7774-4271-6, S. 170f.
4. ↑  Biografie Lutz Friedel, Memento bei web.archive.org der Homepage des Museum Junge Kunst vom 24. Mai 2011, Originalseite zuletzt aufgerufen am 12. Dezember 2018
5. 1 2  Karim Saab, „Man muss die Demokratie verteidigen“, Interview mit Lutz Friedel in der Märkische Allgemeine vom 15. Januar 2014, zuletzt aufgerufen am 23. Dezember 2018
6. ↑  vgl. dazu auch Brigitte Rieger-Jähner: „[…] Lutz Friedel ist ein kritisch denkender Mensch. […] Das war schon in der DDR der Fall, in der er zwischen 1978 und 1983 großformatige Mehrtafelbilder wie „Gewitterstrand“, „Karambolage-Zusammenstoß der Rolltreppen“ [...] oder „Untergang der Titanic“ malte. An diesen wurde nicht nur durch die jeweilige Thematik für den Betrachter eine merkwürdige Endzeitstimmung erkennbar. So drücken diese expressiv kraftvoll gemalten Bilder aus einer „bleiernen Zeit“ auch formal, d. h. durch Figurenauffassung, Komposition und Farbe ein Lebensgefühl aus, das unmissverständlich war.“ in: Lutz Friedel: Vorbilder – Nachbilder – Gegenbilder, Homepage des Landtag Brandenburg, Geleitwort zur Ausstellung 2014, zuletzt aufgerufen am 23. Dezember 2018
7. ↑  Eckhard Hollmann (Hrsg.): Lutz Friedel, Et in Arcadia ego - ein Totentanz. Texte von Sigrid Damm, Matthias Flügge und Eckhard Hollmann. Hirmer, München 2011, ISBN 978-3-7774-4271-6, S. 172
8. ↑  Eckhard Hollmann (Hrsg.): Lutz Friedel, Et in Arcadia ego - ein Totentanz. Texte von Sigrid Damm, Matthias Flügge und Eckhard Hollmann. Hirmer, München 2011, ISBN 978-3-7774-4271-6, S. 174–176
9. ↑  Eckhard Hollmann (Hrsg.): Lutz Friedel, Et in Arcadia ego - ein Totentanz. Texte von Sigrid Damm, Matthias Flügge und Eckhard Hollmann. Hirmer, München 2011, ISBN 978-3-7774-4271-6, S. 178.; ein Foto der Enthüllung in Kanzler und Künste, Homepage des Magazins Monopol, zuletzt aufgerufen am 23. Dezember 2018
10. ↑  Brandenburgischer Kunstpreis 2012 - Lutz Friedel auf YouTube, abgerufen am 23. Dezember 2018 (Videofilm zur Verleihung (Privat)).
11. ↑  Brigitte Rieger-Jähner, Lutz Friedel: Vorbilder – Nachbilder – Gegenbilder, Homepage des Landtag Brandenburg, Geleitwort zur Ausstellung 2014, zuletzt aufgerufen am 23. Dezember 2018
12. ↑  Gudrun Mallwitz, Streit im Landtag über Porträts von Hitler und Stalin, Märkische Allgemeine vom 15. Januar 2014, zuletzt aufgerufen am 23. Dezember 2018
13. ↑  Katrin Bischoff und Ingeborg Ruthe, Streit um Hitler und Goebbels, Berliner Zeitung vom 13. Januar 2014, zuletzt aufgerufen am 23. Dezember 2018
14. ↑  Nobert Lammert eröffnet Lutz-Friedel-Ausstellung, Homepage des Deutschen Bundestags vom 26. November 2014, zuletzt aufgerufen am 20. September 2019
15. ↑  Porträt von Rita Süssmuth in Bundestagspräsidenten-Galerie aufgenommen, Homepage des Deutschen Bundestags vom Juli 2018, zuletzt aufgerufen am 23. Dezember 2018
16. ↑  Suchergebnisse - Kunsthalle der Sparkasse Leipzig. Abgerufen am 27. Juni 2022.

| Personendaten    | Personendaten                 |
| ---------------- | ----------------------------- |
| NAME             | Friedel, Lutz                 |
| KURZBESCHREIBUNG | deutscher Maler und Bildhauer |
| GEBURTSDATUM     | 1948                          |
| GEBURTSORT       | Leipzig                       |